# Grottes de Cougnac
Les grottes de Cougnac sont situées sur la commune française de Payrignac près de Gourdon, en France. 
Le site se compose de deux grottes distantes de 200 mètres environ : la première comporte de nombreuses concrétions, dont certaines, très fines, sont fistuleuses ; la seconde est une grotte ornée du paléolithique.

## Historique
Les grottes de Cougnac ont été découvertes en 1949 et 1952, par Lucien Gouloumes, René Borne, Jean Mazet, Roger Boudet, Maurice Boudet et Alphonse Sauvant à la suite d'une sécheresse. La grotte ornée a été classée « monument historique » en 1954. 
Depuis, les deux grottes sont accessibles au public. Environ 25 000 personnes par an visitent le site. 

## La grotte ornée
La grotte ornée de Cougnac a livré de nombreuses peintures préhistoriques datées du Paléolithique supérieur.
Les figurations comprennent des cerfs mégacéros, des bouquetins, des mammouths ainsi que différentes figurations humaines schématiques, dont deux interprétées comme des « hommes blessés » que l'on retrouve quasiment à l'identique à la grotte du Pech Merle. Leur description a été réalisée par Michel Lorblanchet.
Des datations directes ont pu être réalisées par la méthode du carbone 14 sur des prélèvements de charbon utilisé pour certains dessins. Elles ont montré que les décors pariétaux correspondaient au moins à deux phases nettement distinctes : 
- l'une autour de 25 000 ans avant le présent (Gravettien) correspond aux figurations animales ;
- l'autre autour de 14 000 ans avant le présent (Magdalénien) correspond à des ponctuations.

Des lithophones sont attestés.
Le musée de Pech Merle offre une analyse des œuvres préhistoriques de la grotte de Cougnac.

## Dans la culture
Ces grottes ont servi de décor à
- une scène de sortie scolaire dans le film Le Boucher (1970) de Claude Chabrol.
- la scène finale du film de Georges Lautner Quelques messieurs trop tranquilles (1973)[3].